# Begonia jocelinoi
Espèce
Begonia jocelinoi est une espèce de plantes de la famille des Begoniaceae. Ce bégonia est originaire du Brésil. L'espèce fait partie de la section Pritzelia. Elle a été décrite en 1954 par le botaniste allemand Alexander Curt Brade (1881-1971), qui dédia l'épithète spécifique « jocelinoi » à Jocelino J. Sampaio « fidèle et attentionné compagnon, depuis 20 ans, lors d'excursions dans la région de Serra do Itatiaia ». 

## Description

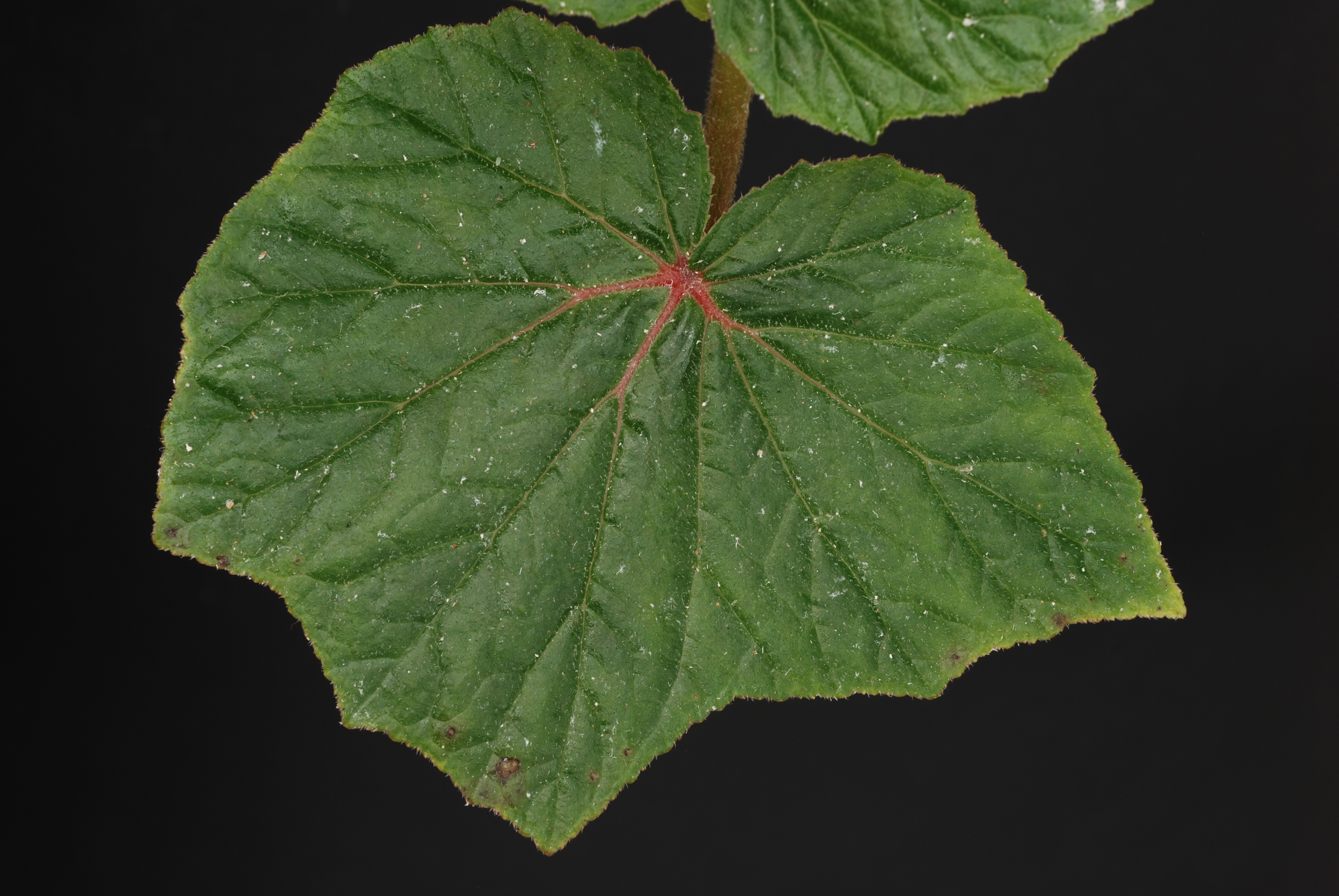
Feuille
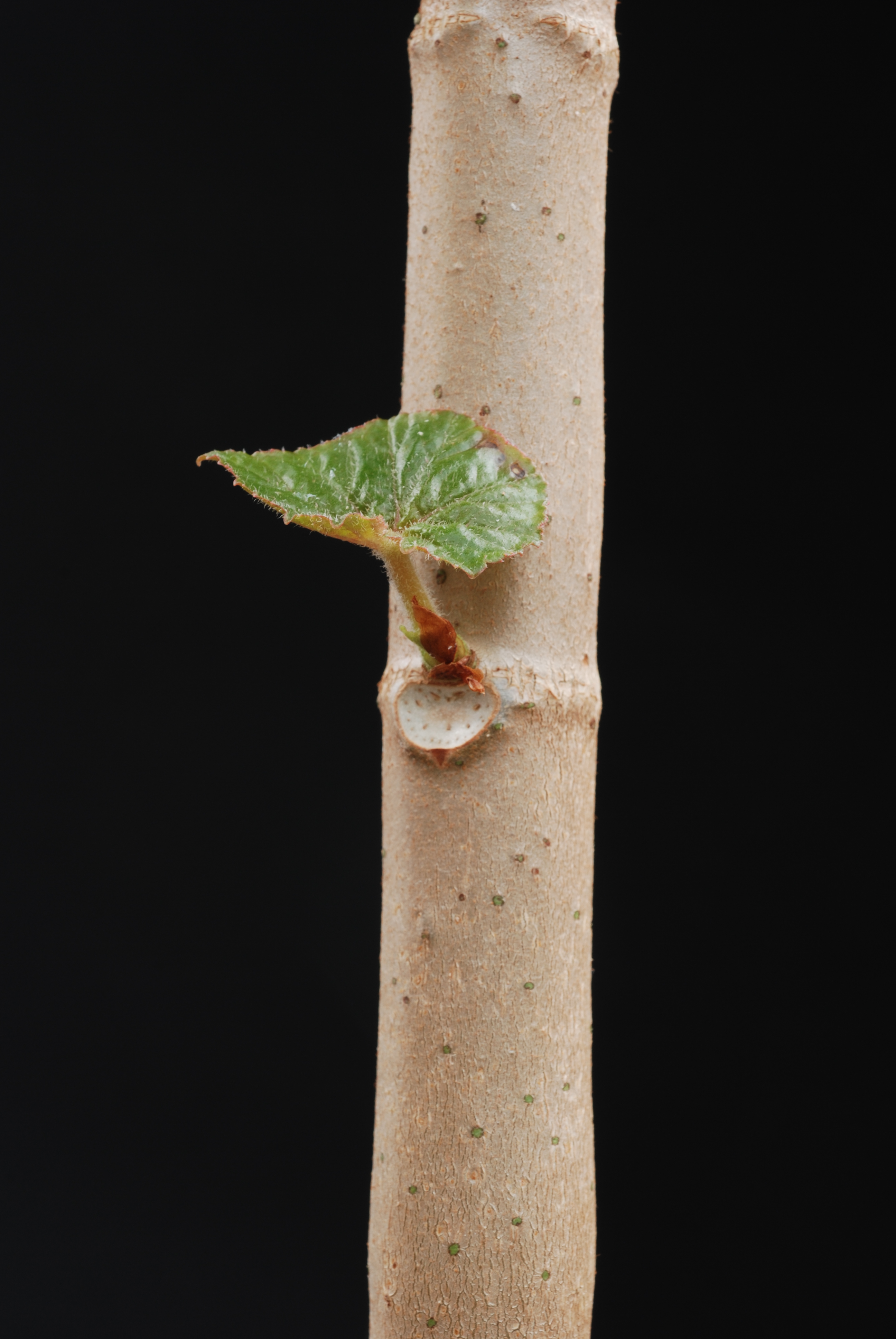
Tige et jeune feuille
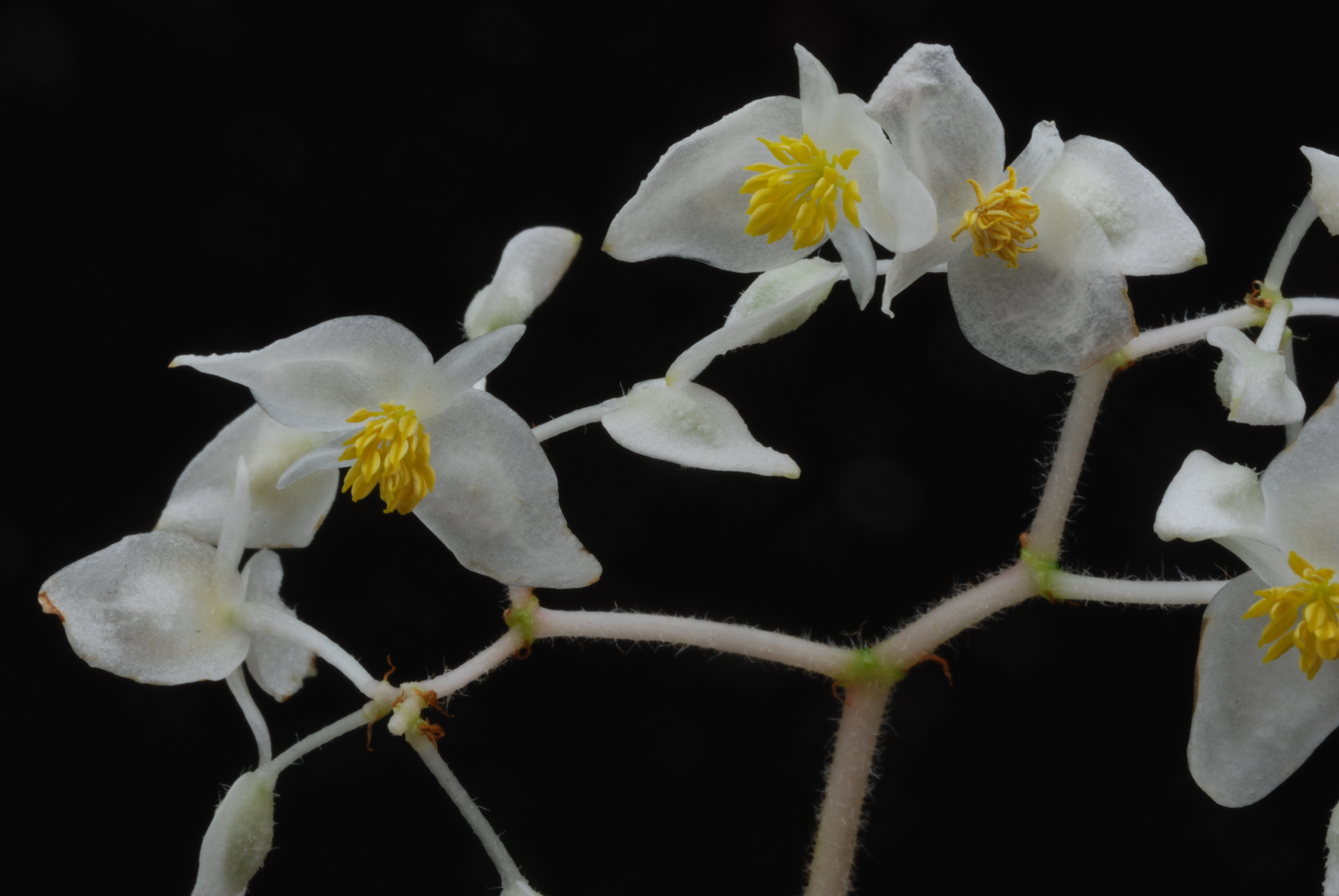
Fleurs

## Répartition géographique
Cette espèce est originaire du pays suivant : Brésil.